# ヘルマンとドロテーア

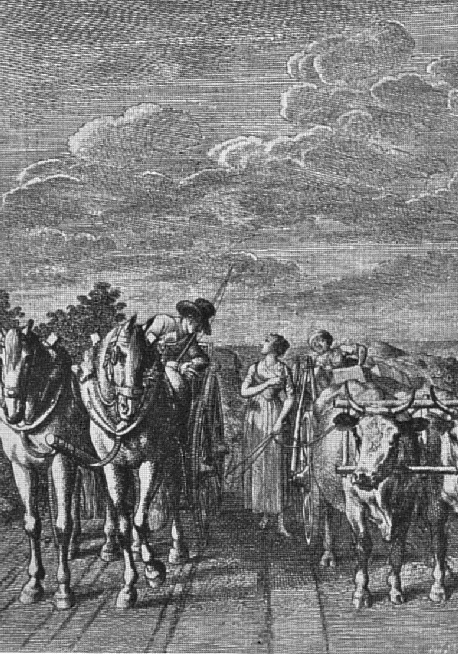
挿絵

『ヘルマンとドロテーア』（Hermann und Dorothea）は1797年に刊行されたヨハン・ヴォルフガング・フォン・ゲーテの恋愛叙事詩。ドイツの純朴な青年ヘルマンと、フランス革命によって国を追われてきた少女ドロテーアとが出会い結ばれるまでを、市民的節度を賞揚しつつ描いている。古典主義時代のゲーテの代表的作品であり、発表当時からドイツの市民層で広く読まれた。
題材は1731年のザルツブルク大司教フィルミアン男爵レオポルド・アントン・エロイテリウスによる新教徒迫害（Salzburger Exulanten）と東プロイセンへの追放という史実から取られている。ゲーテは古文書の中で、新教徒の避難民の少女が農家の青年に、当初は下女として雇われ、その後結婚したという話を読み、これをフランス革命時（Kampagne in Frankreich）の出来事に置き換えてこの作品を構想した。作品は1796年9月11日から1797年6月8日の間に執筆され、1797年10月、フィーウェーク書店より出版されている。
ヘクサメーターの詩形による9つの歌によって構成されており、各章はギリシア神話のムーサ（詩神）の名が冠せられている。

## 構成
- 第一歌 カリオペ. 運命と同情
- 第二歌 テルプシカリ. ヘルマン
- 第三歌 タレイア. 市民
- 第四歌 エウテルペ. 母と息子
- 第五歌 ポリュヒュムニア. 世界市民
- 第六歌 クレイオ. 年月
- 第七歌 エラト. ドロテーア
- 第八歌 メルポメネ. ヘルマンとドロテーア
- 第九歌 ウラニア. 予感

## 主な日本語訳
- ゲーテ 著、藤原定 訳『ヘルマンとドロテーア』角川書店〈角川文庫 228〉、1951年10月30日。NDLJP:1690734。(要登録)
- ヘルマンとドロテーア（国松孝二訳、新潮文庫、1952年、改版1997年）
- ヘルマンとドロテーア（佐藤通次訳、岩波文庫、改版1981年）
- ヘルマンとドロテーア（吉村博次訳「ゲーテ全集 第2巻 詩集」、潮出版社、1980年、新装版2003年）